# Hinohara Shigeaki

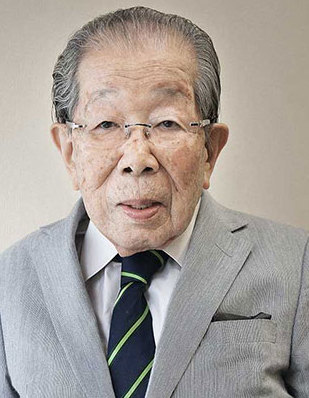
Hinohara Shigeaki (2013)

Hinohara Shigeaki (japanisch 日野原 重明; * 4. Oktober 1911 in der Präfektur Yamaguchi; † 18. Juli 2017 in Tōkyō) war ein japanischer Mediziner.

## Leben und Wirken
Hinohara Shigeaki wurde als Sohn des Hinohara Zenzuke (日野原善輔, 1877–1956), eines Priesters der Methodistischen Kirche, geboren. Er wollte bereits früh Arzt werden und studierte an der „Dritten Oberschule alter Art“ (旧制第三高等学校) in Kyōto, wechselte 1932 zur Universität Kyōto, an der er 1937 seinen Abschluss als Mediziner machte. Er bildete sich weiter auf dem Gebiet der Herzkrankheiten, dem sein Hauptinteresse galt. 1941 erhielt er eine Anstellung am „Internationalen Krankenhaus St. Lukas“ (聖路加国際病院, Sei Ruka kokusai byōin). 1945 meldete er sich freiwillig als Militär-Arzt.
Nach dem Pazifikkrieg wurde Hinohara 1951 Direktor der Abteilung für Innere Medizin des Krankenhauses St. Lukas. Er bildete sich dann ein Jahr in den USA an der Emory-Universität weiter. Dort wurde ihm vermittelt, dass es bei Herzkrankheiten nicht nur um das Organ geht, sondern dass ein ganzheitlicher Ansatz für die Behandlung notwendig ist, der auch das Umfeld des Patienten einschließt. Nach seiner Rückkehr setzte er sich für eine Vorsorgemedizin ein, deren Wichtigkeit er immer wieder betonte. 1954 richtete er an seinem Krankenhaus die erste Abteilung in Japan ein, die sich mit dem Problemkreis befasste, „Ningen Dokku“ (人間ドック), etwa „Menschen-Arzt“, genannt. In den 1970er-Jahren schlug er vor, Alterskrankheiten wie Schlaganfall und Zuckerkrankheit als „Krankheiten der Lebensführung“ (習慣病, Shūkan-byō) zu charakterisieren, dass es also wichtig sei, den Lebensstil anzupassen. Seine Publikation „Gute Lebensführung“ (生きかた上手, Ikikata jōzu) wurde ein Bestseller.
1974 wurde Hinohara Präsident der „St. Lukas-Hochschule für Krankenbetreuung“ (聖路加看護大学, Sei Ruka kango daigaku), 1992 Präsident des St. Lukas-Krankenhauses. 1999 wurde Hinohara als Person mit besonderen kulturellen Verdiensten geehrt und 2005 mit dem Kulturorden ausgezeichnet. 2012 zog sich Hinohara im Alter von über 100 Jahren aus dem Dienst zurück.
Zu einer Episode in Hinoharas Leben gehört der Umstand, dass er sich in der Maschine „Japan Airlines Flug 351“ befand, die am 31. März 1970 von der japanischen Rote Armee Fraktion entführt wurde. 1995 war er nach dem Giftgasanschlag in der Tokioter U-Bahn leitender Arzt und organisierte eine schnelle Behandlung der Opfer.